# Kalcyt
Kalcyt – minerał z gromady węglanów, węglan wapnia. Powszechny jako budulec m.in. wapieni czy marmurów.

## Właściwości
Kryształy kalcytowe zwykle wykształcają się w kształcie skalenoedru, romboedru, słupa, dwuścianu itd. Minerał ten odznacza się bogactwem postaci krystalograficznych, pod którymi może występować – jest ich ponad 2000. Częste są zbliźniaczenia, skupienia promieniste, rozetkowe, kuliste, groniaste, stalaktytowe, zbite i ziarniste.
Chemicznie czysty kalcyt (szpat islandzki) charakteryzuje silna dwójłomność – po położeniu odłamka tego minerału np. na kartce w kratkę lub napisanym tekście, wszystkie linie są widoczne podwójnie. Kryształy przez swoje właściwości były wykorzystywane m.in. do wyrobu mikroskopów polaryzacyjnych.

## Występowanie

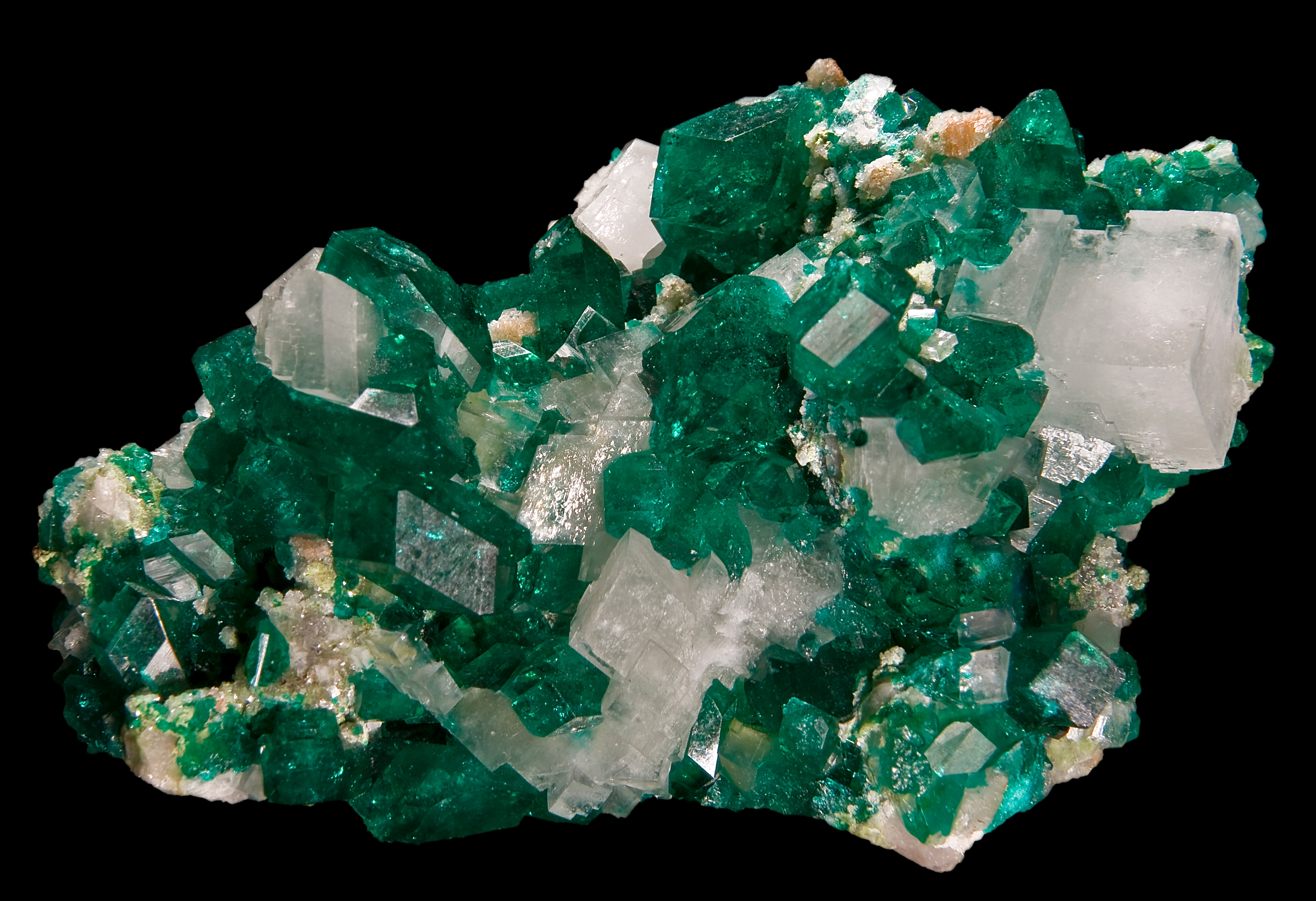
Skupienie kalcytu i dioptazu

Kalcyt jest minerałem dość pospolitym. Tworzy wiele skał – wapienie, marmury, karbonatyty, erlany i margle. Wykształca się w żyłach, w niewysokich temperaturach. W jaskiniach może tworzyć formy naciekowe, np. stalaktyty, stalagmity, stalagnaty.
Współwystępuje z dolomitem, kwarcem, galeną, chalkopirytem, arsenopirytem, sfalerytem, fluorytem i wieloma innymi minerałami.
Miejsca wystąpień kalcytu: Harz, Saksonia, Ulm i Hesja w Niemczech, Północne i Południowe Alpy Wapienne, Szampania we Francji, Czechy, Cumberland w Wielkiej Brytanii, Irlandia, Ontario w Kanadzie, Missouri, Dakota Południowa i Kolorado w Stanach Zjednoczonych, Półwysep Krymski, Meksyk i środkowa Syberia w Rosji.
W Polsce kalcyt można spotkać w Górach Świętokrzyskich, Tatrach, Karpatach i na Dolnym Śląsku.

## Galeria

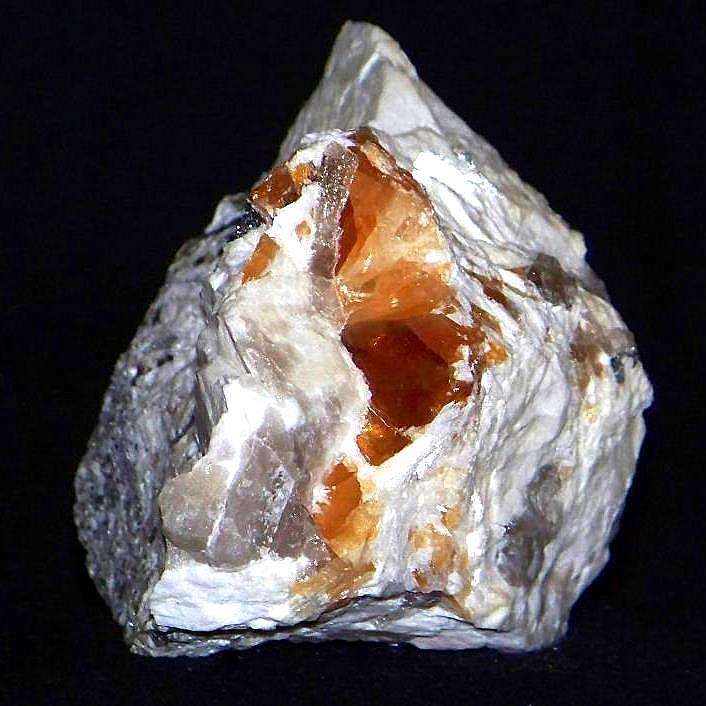
Kalcyt w pegmatycie, Zimnik, okolice Jeleniej Góry, Karkonosze.
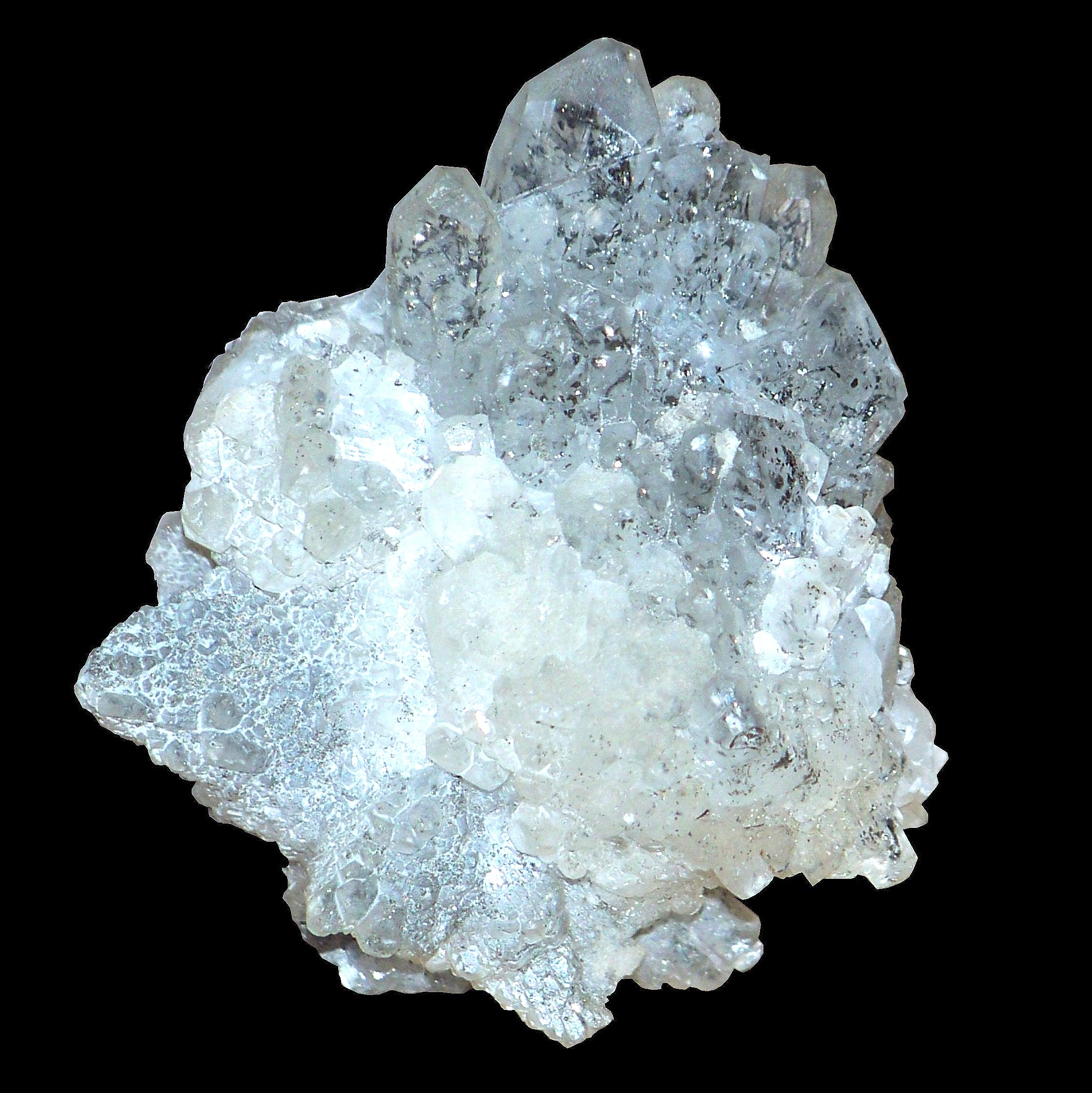
Kalcyt z wrostkami pirytu, Kostomłoty, Góry Świętokrzyskie.
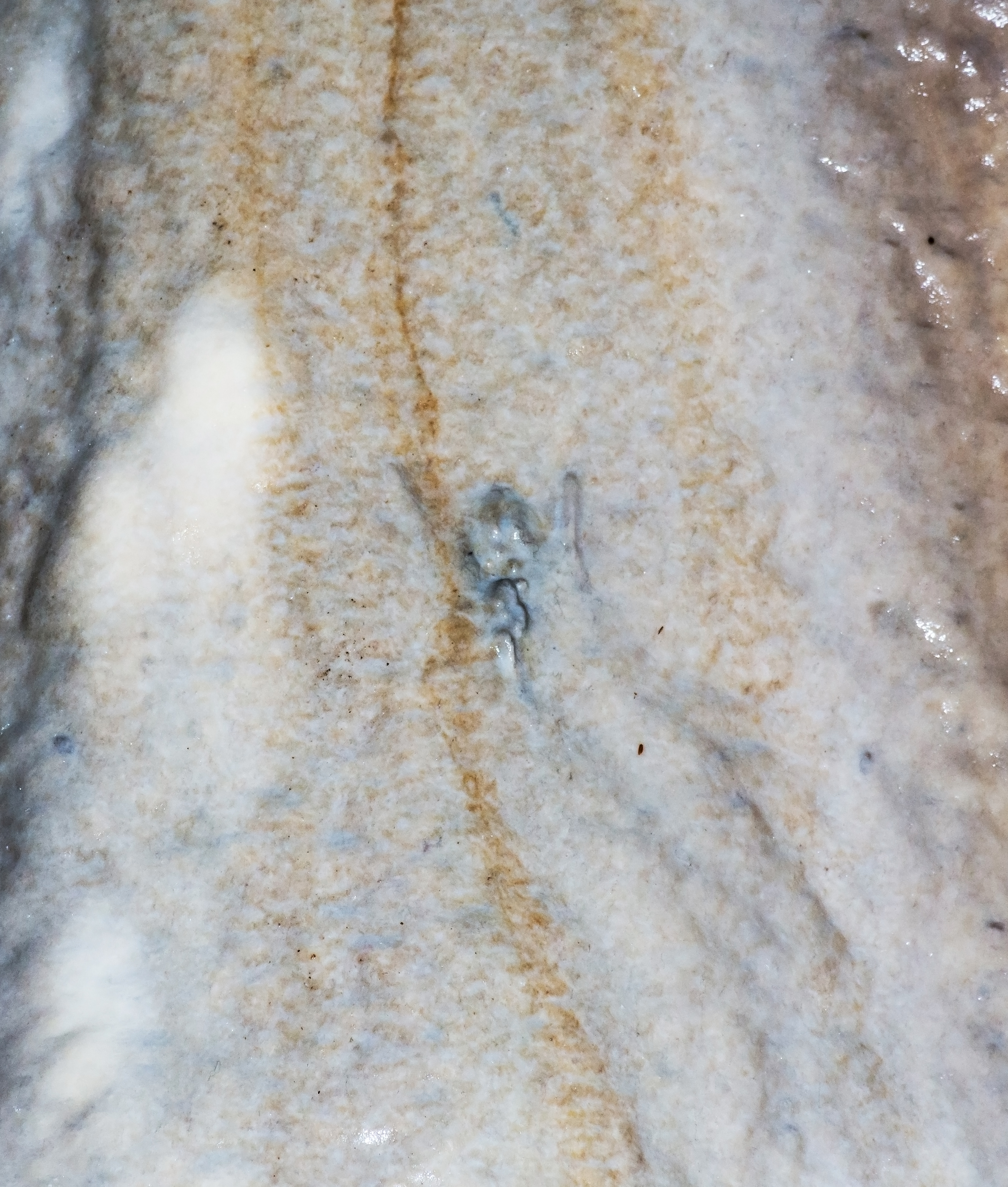
Nietoperz zalany kalcytem w Jaskini Niedźwiedziej w Kletnie
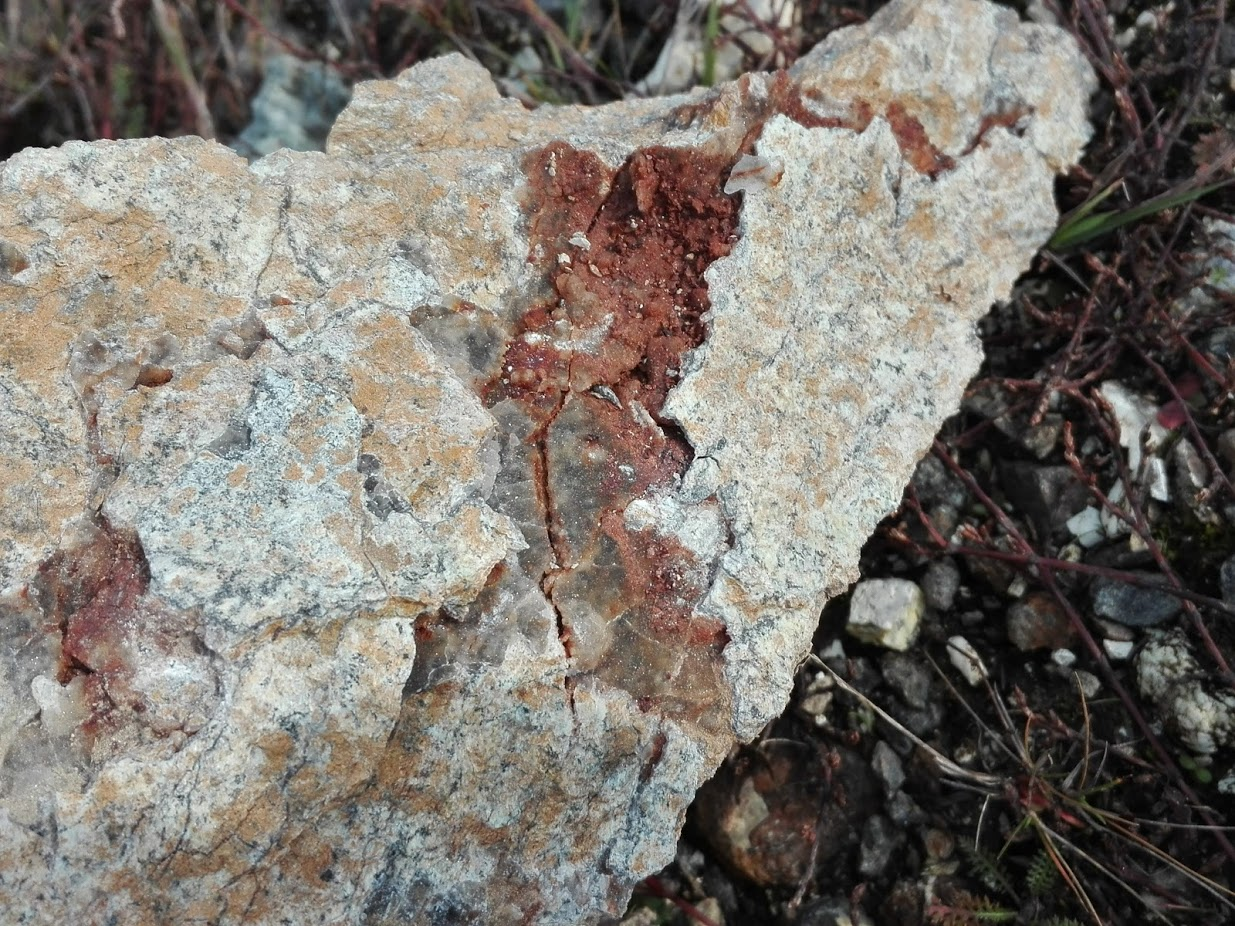
Mikrożyła kalcytu i hematytu (miejscowość Wiry)